# 파이산두주

파이산두주의 위치

파이산두주(스페인어: Departamento de Paysandú)는 우루과이 북서부에 위치한 주로 주도는 파이산두이며 면적은 13,922km2, 인구는 113,124명(2011년 기준)이다. 북쪽으로는 살토주, 동쪽으로는 타콰렘보주, 남쪽으로는 리오네그로주와 접하며 서쪽으로는 아르헨티나와 국경을 접한다.

주기
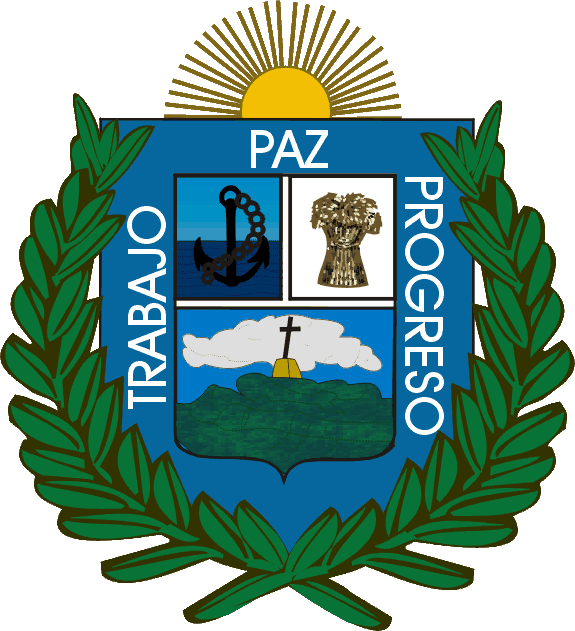
주 문장